# Mănăstirea Cutlumuș

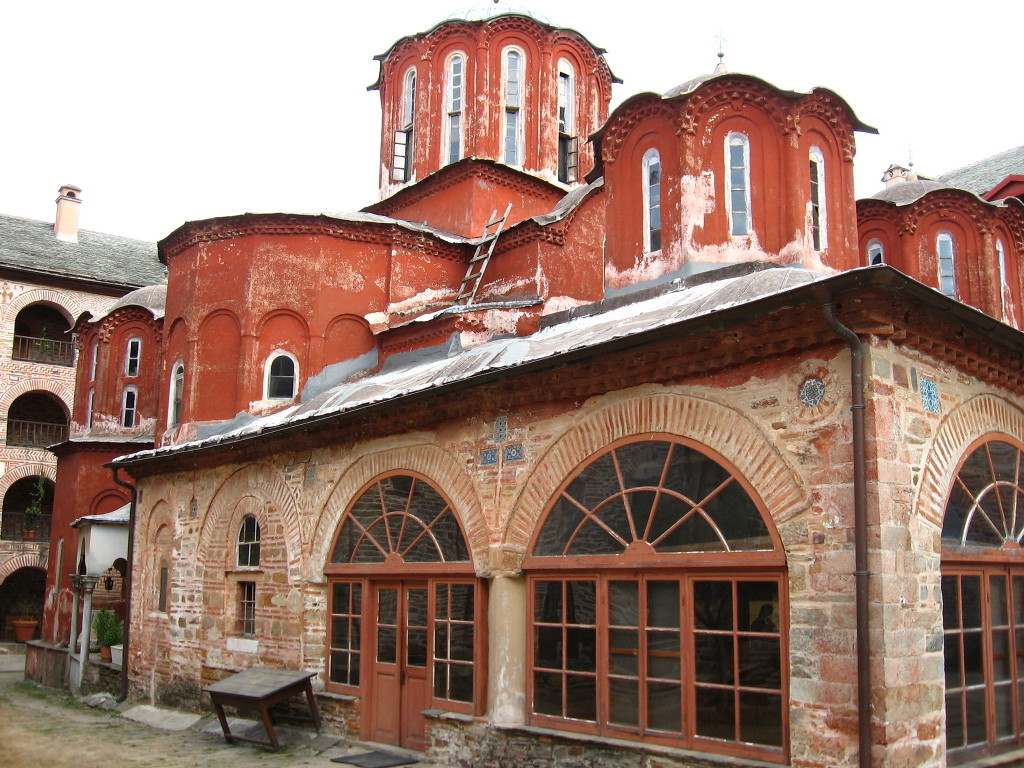
Biserica mănăstirii Cutlumuș

Mănăstirea Cutlumuș (sau Cutlumuz) (în greacă Κουτλουμουσίου) este o mănăstire de pe Muntele Athos. Se află la câteva minute de Karyes (capitala Sf. Munte Athos).
După mănăstirile Marea Lavră, Vatoped, Iviru, Hilandaru și Dionisiu, urmează în ierarhia athonită cea de a șasea mănăstire: Cutlumuș, cu hramul Schimbării la Față a Domnului. Originea numelui ei se pierde în negura vremii, undeva la începuturile mănăstirii, în secolele X-XI. Potrivit unor surse, ar fi vorba de numele fondatorului, Kutlumuz, un turc care s-a creștinat, alții spun că s-ar traduce „sfântul care a venit din Etiopia”, iar alții consideră că Kutlumus înseamnă, într-un vechi dialect arab, „Hristos Mântuitorul”, cel căruia îi este închinată mănăstirea.
Prima atestare documentară a mănăstirii este din 1169 și primele ajutoare din țările române au sosit în timpul domniei lui Nicolae Alexandru Basarab (1352-1364). Adevărata ei înflorire începe însă cu starețul Hariton, cel care a refăcut-o cu ajutorul lui Vladislav I (Vlaicu vodă), domn al Țării Românești între 1364-1374. Hariton s-a implicat atât de mult în ridicarea Mănăstirii Cutlumuș, încât în 1394 aceasta era supranumită „Mănăstirea lui Hariton”. Astfel, el a făcut nu mai puțin de șapte drumuri în Țara Românească, obținând ajutoarele promise de Vlaicu vodă, care se angajase spunând: „Voi înconjura cu ziduri și cu turn de întărire mănăstirea, voi înălța biserica, trapeza, chilii, voi răscumpăra moșii și voi da animale, ca prin aceasta să fie pomeniți părinții Domniei Mele și eu...”
În contextul relației speciale dintre starețul Hariton și Țara Românească, este cunoscută corespondența sa cu voievodul român, care cerea, în schimbul ajutoarelor pe care urma să le trimită, ca monahilor români de la Cutlumuș să li se permită să ducă o viață de sine. Se pare că starețul Hariton a încercat să-l convingă pe domnitor asupra importanței vieții de obște, pe care o numea „rai pe pământ”, însă tot ce a obținut a fost ca starețul Mănăstirii Cutlumuș să fie întotdeauna ales dintre călugării greci (ce duceau viață de obște).
Între 1372-1380, Hariton avut funcția de mitropolit al Ungrovlahiei. Cuvântul lui Hariton către urmași: „Pe cine va alege Dumnezeu să fie mitropolit în Țara Ungrovlahiei, să fie ctitor al Mănăstirii Cutlumuș și să o ajute cu zel ca și noi, iar mănăstirea să fie datoare a-l scrie la Sfânta Proscomidie ca ctitor...”.
Între ctitorii Cutlumușului s-au adăugat, rând pe rând, Mircea cel Bătrân, Laiotă Basarab, Basarab cel Tânăr, Vlad al IV-lea Călugărul, Vlad al VI-lea Înecatul, Vlad al VII-lea Vintilă și nu în ultimul rând Radu cel Mare și Neagoe Basarab. Acesta din urmă a ridicat aici Biserica Sf. Nicolae, chilii, trapeza (sala de mese), pivnița, brutăria, bucătăria, hambarul, bolnița, arhondaricul (pentru primirea oaspeților) și alte construcții, a acoperit biserica cu plumb și i-a pus geamuri, a construit port întărit cu zid și a numit Cutlumușul „Lavra cea Mare” a Țării Românești.
Au contribuit, de asemenea, Elisabeta Movilă si Gavril Movilă, urmați de Matei Basarab, care a ajutat la repararea picturii bisericii și a reconfirmat închinarea către Cultumuș a Mănăstirii Clocociov. O serie de domnitori fanarioți, ca Alexandru Ipsilanti,  Ioan Gheorghe Caradja, Mihail Șuțu și Alexandru Moruzi, și-au legat numele de Cutlumuș.
Ultima mare danie românească către această mănăstire și, se pare, chiar către Athos, îi aparține moșieresei Marghioala Procopie Cănuși, cu ajutorul căreia Cutlumușul s-a putut reface după incendiul devastator din 1870.
În Mănăstirea Cutlumuș, care numără în prezent 30 de călugări, se păstrează o parte din lemnul Sfintei Cruci, piciorul Sfintei Ana (moaște întregi), mâna Sf. Grigore Teologul și capul Sf. Alipie Stâlpnicul, toate dăruite mănăstirii de primul său ctitor, împăratul bizantin Alexie I Comnenul (1081-1118), cât și multe alte fragmente din moaștele altor 70 de sfinți. Ca și în celelalte mănăstiri athonite, și aici se păstrează o bibliotecă impresionantă conținând, printre altele, 662 de manuscrise (din care 100 pe pergament).